# Хуана де Кастро
Хуана де Кастро (исп. Juana de Castro; ? — 21 августа 1374, Монфорте-де-Лемос) — королева-консорт Кастилии (1354—1369), вторая супруга короля Кастилии Педро I Жестокого.

## Биография
Дочь Педро Фернандеса де Кастро (ок. 1290—1343), сеньора де Лемос, Монфорте и Саррия, и Изабель Понсе де Леон (ум. 1367). По отцовской линии Хуана де Кастро была внучкой Фернандо Родригеса де Кастро, сеньора де Лемос и Саррия, и Виоланты Санчес Кастильской, внебрачной дочери короля Кастилии Санчо IV (1258—1295), а по материнской линии — Педро Понсе де Леона, сеньора де Кангас и Тинео (ум. 1314), и Санчи Хиль де Шасин. Родная сестра Фернана Руиса де Кастро (ум. 1377) и единокровная сестра Инес де Кастро (1325—1355).
Точная дата рождения Хуаны де Кастро неизвестна. Она была дважды замужем. Её первым мужем стал Диего де Аро, которому она родила сына Педро (ум. до 1370).
В апреле 1354 года король Кастилии Педро I женился на молодой вдове Хуане де Кастро в церкви Святого Мартина в Куэльяре. Но через несколько дней после заключения бракосочетания король бросил свою супругу. С 1353 года Педро I Жестокий был официально женат на французской принцессе Бланке де Бурбон (1339—1361), но он с ней расстался вскоре после заключения брака и заключил в темницу. Чтобы получить согласие на второй брак, Педро Жестокий должен был получить согласие римско-католической церкви. Под давлением короля епископы Авила и Саламанки объявили, что брак Педро с Бланкой де Бурбон недействителен.
Причиной расставания короля Педро Кастильского с Хуаной де Кастро может быть вероятное вмешательство папы римского Иннокентия VI, который отказался признать расторжение брака Педро с Бланкой де Бурбон и угрожал ему отлучением от церкви. Педро Жестокий также находился в любовной связи с кастильской дворянкой Марией де Падилья, от которой у него было четверо детей. Хуана де Кастро получила во владение от Педро сеньорию Дуэньяс и там поселилась, продолжая именоваться королевой Кастилии и Леона.
Последние годы жизни Хуана де Кастро провела в Галисии. В 1369 году король Кастилии Педро I Жестокий был свергнут с престола и убит своим сводным братом Энрике, графом де Трастамара. Братоубийца вступил на королевский престол под именем Энрике II (1369—1379).
21 августа 1374 года Хуана де Кастро скончалась в Монфорте-де-Лемосе (Галисия). Она была похоронена в соборе Святого Иакова в Сантьяго-де-Компостелла.

## Браки и дети
В результате первого брака с Диего Фернандесом де Аро у Хуаны де Кастро был один сын:
- Педро Диас де Аро (ум. до 1370)

В результате второго брака с королем Кастилии Педро Жестоким также родился один сын:
- Хуан де Кастилия и Кастро[исп.] (1355—1405). Согласно завещанию отца, он должен был стать наследником престола, в случае смерти детей, родившихся от связи Педро с Марией де Падилья. После гибели отца Хуан Кастильский находился в заключении. Он был женат на Эльвире де Эрил и Фальсес, от брака с которой у него было двое детей: Педро (1394—1461) и Констанция (до 1405—1478).